# Roland Roche
Roland Roche (Alpe d'Huez, 12 dicembre 1952) è un ex sciatore alpino francese.

## Biografia
Specialista delle prove tecniche originario dell'Alpe d'Huez, in Coppa del Mondo Roche ottenne il primo piazzamento il 27 gennaio 1974 a Kitzbühel in slalom speciale (9º) e in quella stessa stagione 1973-1974 in Coppa Europa fu 2º nella classifica della medesima specialità, mentre ai Campionati francesi 1974 vinse il titolo nazionale nello slalom gigante. In Coppa del Mondo conquistò il miglior risultato il 12 gennaio 1975 a Wengen in slalom speciale (7º) e l'ultimo piazzamento il 19 gennaio seguente a Kitzbühel nella medesima specialità (9º); ai XII Giochi olimpici invernali di Innsbruck 1976, sua unica presenza olimpica, fu 15º nello slalom speciale e in quella stessa stagione 1975-1976, l'ultima in cui ottenne risultati agonistici, vinse nuovamente il titolo nazionale di slalom speciale.

## Palmarès

### Coppa del Mondo
- Miglior piazzamento in classifica generale: 45º nel 1975

### Campionati francesi
- 2 ori (slalom gigante nel 1974; slalom speciale nel 1976)[senza fonte]